# 秋山菜津子
秋山 菜津子（あきやま なつこ、1964年10月8日 - ）は、日本の女優。東京都出身。日本大学鶴ヶ丘高等学校卒業。
高校在学中は演劇部に所属、ケラリーノ・サンドロヴィッチは演劇部の先輩。
1985年から『夜のヒットスタジオDELUXE』にバックダンサーチーム・Dee-Dee（結成時はB・G・M）として出演し、1987年には選抜メンバー4人によるユニット・spenning Dee-Deeとしても活動。1988年の『PSST!PSST』以降は舞台、テレビドラマ、映画などで活躍している。夫は俳優、演出家の白井晃。
趣味は野球、ダンス、ピアノ。

## 出演作品

### 舞台
- 1988年
  - PSST!PSST
- 1990年 
  - 遊園地再生
- 1991年 
  - SUNDAY AFTERNOON
  - カラフルメリィでオハヨ
- 1992年 
  - スマナイPARTY MIX
- 1993年 
  - SLAP STICKS
  - 東京ポーキュパインコレクションライブ
  - お茶と同情
- 1994年
  - 箱庭とピクニック計画
- 1996年
  - ドライブイン・カリフォルニア
- 1998年
  - ふしぎの国のアリス
- 2000年
  - キレイ〜神様と待ち合わせした女〜（ミュージカル）
  - メオト綺想曲
- 2001年
  - ブルールーム
  - ラ・ヴィータ
  - プルーフ（proof）
  - エロスの果て
- 2002年
  - bash〜バッシュ〜
  - ありがとうサボテン先生
- 2003年
  - ドント・トラスト・オーバー30
  - 青ひげ公の城
  - いなくていい人
  - ニンゲン御破産
- 2004年
  - SHINKANSEN☆RX SHIROH
  - 胎内
  - ドライブインカリフォルニア
  - 透明人間の蒸気
- 2005年
  - ルル〜破滅の微笑み〜
- 2006年
  - タンゴ・冬の終わりに
  - 労働者M
  - 中也が愛した女〜いかに泰子いまこそは〜
  - キレイ〜神様と待ち合わせした女〜
- 2007年
  - THE BEE（日本版）
  - 朧の森に棲む鬼
  - ミュージカル・キャバレー
  - 死ぬまでの短い時間
- 2009年
  - 三文オペラ
- 2010年
  - ロックンロール
  - タンゴ
  - 裏切りの街[5]
- 2011年
  - 大人は、かく戦えり
  - 欲望という名の電車（4月 - 5月、PARCO劇場 ） - ブランチ 役
- 2012年
  - 藪原検校
  - エッグ
- 2013年
  - ドレッサー
- 2016年
  - 8月の家族たち August: Osage County（英語版） - バーバラ 役[6]
  - DISGRACED／ディスグレイスト -恥辱- - エミリー 役[7]
- 2017年
  - キャバレー（1月 - 2月、EX THEATER ROPPONGI / KAAT神奈川芸術劇場 ほか） - シュナイダー 役
- 2018年
  - ハングマン（5月、彩の国さいたま芸術劇場/世田谷パブリックシアター ほか） - アリス 役
- 2019年
  - 出口なし（1月 - 2月、KAAT神奈川芸術劇場 中スタジオ） - イネス 役)
  - カリギュラ (11月 - 12月、久留米シティプラザ ザ・グランドホール - セゾニア 役
- 2020年
  - フリムンシスターズ（10月 - 11月、bunkamuraシアターコクーン）
- 2021年
  - マシーン日記（2月 - 、bunkamuraシアターコクーン） - ケイコ 役
  - シブヤデアイマショウ（4月18日 - 4月25日、Bunkamuraシアターコクーン）
- 2022年
  - クランク・イン！（10月7日 - 30日、本多劇場ほか） - 羽田香織 役[8]
- 2024年
  - ふくすけ 2024 -歌舞伎町黙示録-（7月9日 - 8月26日、THEATER MILANO-Zaほか）[9]
  - 台風23号（10月5月 - 11月9日、THEATER MILANO-Zaほか）[10]
  - 血の婚礼（12月7日 - 29日、IMM THEATERほか）[11][12]
- 2025年
  - きたやじ オン・ザ・ロード〜いざ、出立!!篇〜」（3月1日 - 23日、日本青年館ホール ほか）[13][14]
  - 星の降る時（5月10日 - 6月29日、PARCO劇場 他）[15]
- 2026年
  - クワイエットルームにようこそ The Musical（1月12日 - 2月23日〈予定〉、THEATER MILANO-Za 他）[16][17]

### テレビドラマ
- 1991年
  - おろし金に白指（関西テレビ・DRAMADOS）
  - エロス・なす娘（関西テレビ・DRAMADOS）
  - マジカル頭脳パワー!! かまきり（日本テレビ系）
  - 母・性・愛-MAMA-（関西テレビ・DRAMADOS）
- 1992年
  - 世にも奇妙な物語「常識酒場」（1992年4月、フジテレビ系）
  - 演歌なアイツは夜ごと不条理な夢を見る（1992年6月-7月、日本テレビ）
  - ぬるぬる燗燗の逆襲（関西テレビ・DRAMADOS）
  - 世にも奇妙な物語「城」（1992年8月、フジテレビ系）
  - 本当にあった怖い話「呪われた人形」（1992年8月、テレビ朝日系）
- 1994年
  - やさぐれ天使（名古屋テレビ・エリアコードドラマ）
  - 刑事・鬼貫八郎（1994年7月、日本テレビ系・火曜サスペンス劇場）
- 1995年
  - 世にも不幸な女たち（1995年7月-9月、名古屋テレビ・エリアコードドラマ）
- 1996年
  - ハンサムマン（1996年1月-3月、テレビ朝日系）
  - おーい!ムコどの（1996年6月-7月、TBS系・愛の劇場）
  - チョベリバ!わが人生最悪の日（1996年10月、日本テレビ系）
  - いつか見た空（1996年10月-11月、NHK・ドラマ新銀河）
- 1997年
  - 恋のバカンス（1997年1月-3月、日本テレビ系）
  - 告白（1997年2月-3月、日本テレビ・shin-D）
  - ガラスの靴（1997年4月-6月、日本テレビ系）
  - 夜光虫
  - これで家族（1997年12月-1998年1月、CBC=TBS系・ドラマ30）
- 1998年
  - サービス（1998年1月-3月、日本テレビ系）
  - 亀中教師ご一行様（1998年1月-2月、日本テレビ・shin-D）
  - 立入禁止!STAFF ONLY #14「その男Pにつき」
  - 星に願いを（1998年4月、日本テレビ系）
  - 恋は桃色（1998年8月、日本テレビ・shin-D）
  - 銀河鉄道な夜（1998年11月-12月、日本テレビ・shin-D）
- 1999年
  - 西伊豆人情ツアー御手洗華子の事件日誌（1999年1月、TBS系・月曜ドラマスペシャル）
  - プリズンホテル（1999年4月-6月、テレビ朝日系）
  - 恋愛結婚の法則（1999年7月-9月、フジテレビ系）
  - 世にも奇妙な物語 秋の特別編「マニュアル警察」（1999年9月27日、フジテレビ系）
  - OH!MY WEDDING（1999年10月-11月、日本テレビ・shin-D）
- 2000年
  - 催眠（2000年7月-9月、TBS系）
  - 東京らぶ（2000年2月-3月、日本テレビ・shin-D）
  - YASHA-夜叉-（2000年4月-6月、テレビ朝日系・金曜ナイトドラマ）
  - ブランド（2000年1月-3月、フジテレビ系）
- 2001年
  - 獅子女（2001年4月-5月、日本テレビ・shin-D）
  - 救命病棟24時 第2シリーズ（2001年7月-2001年9月、フジテレビ系）
  - ビューティ7（2001年7月-9月、日本テレビ系）
  - 東京007（2001年10月、フジテレビ系）
- 2002年
  - ビッグマネー!〜浮世の沙汰は株しだい〜（2002年4月11日-6月、フジテレビ系）
  - ごくせん（2002年4月17日-7月、日本テレビ系）
  - 怪談百物語（2002年8月-12月、フジテレビ系）- 第3回「うば捨て山」 ‐ おりん
  - 少年たち3（2002年8月-9月、NHK）
  - サイコドクター（2002年10月-12月、日本テレビ系）
  - 赤ひげ（2002年12月28日、フジテレビ系）
- 2003年
  - ぼくの魔法使い（2003年4月-7月、日本テレビ系）
  - エ・アロール（2003年10月-12月、TBS系）- 岡本泰子 役
  - 生放送はとまらない!（2003年10月、テレビ朝日系）
- 2004年
  - 砂の器（2004年1月-3月、TBS系）
  - 永遠の恋物語「安倍定と吉蔵」（2004年2月、朝日放送=テレビ朝日系）
  - 天切り松 闇がたり（2004年7月30日、関西テレビ=フジテレビ系・金曜エンタテインメント）
- 2005年
  - 冬の運動会（2005年1月、日本テレビ系）
  - 笑う三人姉妹（2005年5月-6月、NHK・よるドラ）
- 2006年
  - 不信のとき〜ウーマン・ウォーズ〜（2006年7月-9月、フジテレビ系）
  - 純情きらり（2006年4月-9月、NHK朝の連続テレビ小説）
- 2007年
  - スシ王子!（2007年7月-9月、テレビ朝日系・金曜ナイトドラマ）- 第3・4話気仙沼篇・「はまや」の女将
- 2008年
  - 最後の戦犯（2008年12月7日、NHK・NHKスペシャル） - 娼婦
- 2012年
  - 猫弁〜死体の身代金〜（2012年4月23日、TBS・月曜ゴールデン・講談社第3回ドラマ原作大賞大賞受賞作） - 野口美里
  - 悪女について（2012年4月30日、TBS・ドラマ特別企画） - 烏瀬川美千代
- 2013年
  - 雲の階段（2013年4月-6月、日本テレビ系） - 池上眞由美
- 2014年
  - 家族狩り（2014年7月-9月、TBS） - 馬見原佐和子
- 2015年
  - セカンド・ラブ（2015年2月-3月、テレビ朝日） - 上田波留子 役
  - 仮カレ（2015年11月-、NHK BSプレミアム） - 筧鈴子 役
- 2016年
  - 漱石悶々 夏目漱石最後の恋 京都祇園の二十九日間（2016年12月10日、NHK BSプレミアム） - 夏目鏡子
- 2017年
  - 京都人の密かな愉しみ Blue 修業中（NHK BSプレミアム） - 若林志保 役
    - 京都人の密かな愉しみ Blue 修業中 送る夏（2017年9月30日）
    - 京都人の密かな愉しみ Blue 修業中 祝う春（2018年4月14日）
    - 京都人の密かな愉しみ Blue 修行中 祇園さんの来はる夏（2019年8月17日）
    - 京都人の密かな愉しみ Blue 修業中 燃える秋（2021年1月30日）

  - 先に生まれただけの僕（2017年10月 - 12月、日本テレビ） - 杉山文恵 役
- 2018年
  - 西郷どん（2018年） - ユタ 役[18]
- 2019年
  - 浮世の画家 ‐ マダム川上 役
  - 離婚なふたり
- 2021年
  - 前科者 -新米保護司・阿川佳代-（2021年11月、WOWOW） - 斉藤ユカリ 役
- 2022年
  - もしも、イケメンだけの高校があったら - 海老名晴子 役
  - クロサギ - 蒲生紗千子 役
- 2025年
  - 御上先生 第1話、第8話（2025年1月19日、3月9日、TBS） - 是枝怜子 役

### その他テレビ
- 夜のヒットスタジオDELUXE（バックダンサーチームDee-Deeとして出演）
- ネプリーグ（2010年12月）
- 劇場の灯を消すな！Bunkamuraシアターコクーン編 松尾スズキプレゼンツ アクリル演劇祭（2020年7月5日、WOWOWライブ）

### 映画
- 1991年
  - グッバイ・ママ（秋元康監督）
  - !［ai-ou］（堤ユキヒコ監督）
- 1993年
  - 中指姫 俺たちゃどうなる?（堤幸彦監督）
- 1995年
  - さよならニッポン!（堤幸彦監督）
- 1999年
  - お受験（滝田洋二郎監督）
- 2002年
  - ピカ☆ンチ LIFE IS HARDだけどHAPPY（堤幸彦監督）
  - Jam Films（オムニバス）- 堤幸彦監督『HIJIKI』
- 2003年
  - ジャンプ（竹下昌男監督）
- 2004年
  - ピカ☆☆ンチ LIFE IS HARDだからHAPPY（堤幸彦監督）
- 2005年
  - TAKI 183（小林正樹監督）
- 2012年
  - 麒麟の翼 〜劇場版・新参者〜
- 2014年
  - ピカ☆★☆ンチ LIFE IS HARD たぶんHAPPY（堤幸彦監修・木村ひさし監督）
- 2015年
  - 悼む人（堤幸彦監督） - 尾国理々子 役
- 2019年
  - 108〜海馬五郎の復讐と冒険〜（松尾スズキ監督） - 砂山美津子 役
  - その瞬間、僕は泣きたくなった-CINEMA FIGHTERS project-「海風」- 蘭 役
- 2020年
  - アンダードッグ（武正晴監督） - 田淵真由美 役[19]

### オリジナルビデオ
- オオカミが出てきた日（1992年）
- 新・百合族3（1995年）
- 軽井沢夫人-官能の夜想曲-（1996年）

### 音楽
- Dee-Dee「You've Got A Name 〜 愛を信じて…」（1986年7月、シングル、キャニオンレコード）

- SPENNING DEE-DEE「BOOM BOOM」（1987年5月、シングル、キャニオンレコード）

- LONG VACATIONS TOUCH Vol.2（1993年1月、SILLYWALK RECORDS）- 「IRRESISTIBLEMENT#2」

- so nice!!（1993年12月、コンピレーションアルバム、BMGビクター）-「LA CHANSON D 'ORPHEE」「DAS MODELL」
- 秋山菜津子「留守電の奴隷」（1995年3月、シングル、ポリドール）

### ラジオドラマ
- 祈りきれない夜の歌（2001年）
- ザ・ワンダーボーイ（2002年）
- はじまりの時（2003年）

### CM
- ファイザー製薬「プラックス」（1992年）
- Johnson&Johnson「ガラスクルー」（1992年）
- 三共「ビトン・ハイ」（ラジオ、1995年）
- キーコーヒー「ドリップ オン」（1997年）
- NEC「ラヴィS」シリーズ（ラジオ、2000年）

## 受賞歴
- 第36回紀伊國屋演劇賞 個人賞（2001年）[20]
- 第9回読売演劇大賞 優秀女優賞、杉村春子賞（2002年）[20]
- 第14回読売演劇大賞 優秀女優賞（2007年）[20]
- 第22回読売演劇大賞 最優秀女優賞（2015年、『きらめく星座』）[20][21]